# Erling Nilsen
Erling Nilsen (30 dicembre 1910 – 23 aprile 1984) è stato un pugile norvegese.

## Palmarès

### Olimpiadi
- 1 medaglia:
  - 1 bronzo (Berlino 1936 nei pesi massimi)